# Matallana de Torío
Matallana de Torío és un municipi de la província de Lleó, a la comunitat autònoma de Castella i Lleó. Comprèn les pedanies de Robles de la Valcueva (i el seu Barrio de la Estación), Pardavé de Torío, Naredo de Fenar, Orzonaga, Matallana de Torío (la localidad), La Valcueva, Palazuelo de la Valcueva, Villalfeide, Serrilla i Robledo de Fenar.

## Demografia
| 1991 | 1996 | 2001 | 2004 |
| ---- | ---- | ---- | ---- |
| 2035 | 1778 | 1624 | 1538 |